# Transwisata Prima Aviation
 (juin 2019).
Transwisata Prima Aviation est une compagnie aérienne basée en Indonésie. Il assure des services de Charter. Transwisata Prima Aviation est répertorié dans la catégorie 2 par l'autorité indonésienne de l'aviation civile pour la qualité de la sécurité aérienne.

## Sécurité
En Mars 2007, le Ministère indonésien des transports, sous une pression politique énorme pour améliorer la sécurité aérienne en Indonésie, a averti qu'il fermera sept compagnies aériennes à moins qu'ils améliorent la sécurité de la formation et de l'entretien dans les trois prochains mois. Le ministère a élaboré une formule pour classer les compagnies aériennes dans trois bandes. Ceux de la troisième bande (moins sûre) sont: Adam Air, Batavia Air, Jatayu Airlines, Kartika Airlines, Manunggal Air Service, Transwisata Prima Aviation et Tri-MG Intra Asia Airlines.

## Flotte
- 5 Fokker 50
- 2 Fokker 100
- 1 Fokker F28 Mk4000

## Sources
- (en) Cet article est partiellement ou en totalité issu de l’article de Wikipédia en anglais intitulé « Transwisata Prima Aviation » (voir la liste des auteurs).